# Centro de Investigación y Educación Organizacional
El Centro de Investigación y Educación Organizacional (CORE), anteriormente el Centro para la Libertad del Consumidor (CCF) y antes de eso el Guest Choice Network , es una Organización sin ánimo de lucro estadounidense fundada por  Richard Berman. Se describe a sí misma como "dedicado a proteger las opciones de los consumidores y promover el sentido común". Expertos en derecho sin fines de lucro han cuestionado la validez de la condición de organización sin fines de lucro del grupo en  The Chronicle of Philanthropy  y otras publicaciones, mientras que otros, incluido el comentarista político Rachel Maddow y el autor  Michael Pollan, han tratado al grupo como una entidad que se especializa en astroturfing.
Los proyectos y campañas CORE incluyen Humane Watch, un organismo de control de la Humane Society of the United States; la Alianza de Política Ambiental, que crítica a los  activistas ambientales; y "Activist Facts", un sitio dedicado al seguimiento de  organizaciones sin fines de lucro exentas de impuestos.
La organización ha criticado a organizaciones como los Centros para el Control y la Prevención de Enfermedades, el Centro para la Ciencia en el Interés Público, Mothers Against Drunk Driving, la Humane Society of the United Estados, Personas por el Trato Ético de los Animales y el Comité de Médicos por una Medicina Responsable.

## Historia y antecedentes
CORE fue fundada en 1995 como Guest Choice Network por  Richard Berman, propietario de la firma de asuntos públicos Berman and Company, con $ 600,000 de  Philip Morris  empresa tabacalera para luchar contra las limitaciones de fumar en los restaurantes. En 2005, Berman le dijo a The Washington Post que la organización fue financiada por una coalición de empresas de restaurantes y alimentos, así como por algunas personas. según el sitio web del grupo, cuenta con el apoyo de empresas, fundaciones y consumidores individuales. Se informó que los patrocinadores incluían a Brinker International, RTM Restaurant Group (el propietario de Arby's), Tyson Foods, HMSHost Corp y Wendy's.

### Red de elección de invitados
El precursor de la CCF fue Guest Choice Network, organizada en 1995 por Berman con dinero de Philip Morris, "Unir a las industrias de restauración y hostelería en una campaña para defender a sus consumidores y programas de marketing contra los ataques de activistas antitabaco, antialcoholismo, anticarne, etc." Según Berman, la misión era animar a los operadores de "restaurantes, hoteles, casinos, boleras, tabernas, estadios y educadores universitarios de hospitalidad" para "apoyar la mentalidad de los '"derechos de los fumadores" fomentando la responsabilidad de proteger la elección de los huéspedes.
En noviembre de 2001, el grupo lanzó un sitio web, ActivistFacts.com, que seleccionó información recopilada de documentos del IRS e informes de los medios, describiendo el financiamiento y las actividades de los grupos a los que se oponía, enumerando activistas clave y conexiones de celebridades.
En enero de 2002, Guest Choice Network se convirtió en el Centro para la Libertad del Consumidor, un cambio de nombre que el grupo dijo reflejaba que "las fuerzas anticonsumidor estaban expandiendo su alcance más allá de los restaurantes y tabernas y yendo e incluso a sus hogares". En 2013, CCF se convirtió en el Centro de Investigación y Educación Organizacional.

### Gobernanza
El grupo es una organización sin fines de lucro 501 (c) (3) exenta de impuestos y, como tal, no está obligada a revelar la identidad de sus patrocinadores. Los registros del IRS muestran que en 2013 CCF pagó más de $ 750,000 a Berman and Company.

### Empleados
A partir de 2020, Will Coggin es el director gerente. Los directores anteriores de CORE incluyeron a Joseph Kefauver, Daniel Mindus, David Browne, James Blackstock, Richard Verrechia, F. Lane Cardwell y Nelson Marchioli.

## Actividades
En 2002, el portavoz de CCF, John Doyle, describió los anuncios de radio en todo el país publicados por el grupo como esfuerzos para atraer personas a su sitio web y "llamar la atención sobre nuestros enemigos: casi todos los grupos de consumidores y ambientalistas, chef, legislador o médico que plantean objeciones a las cosas como el uso de pesticidas, ingeniería genética de cultivos o antibióticos en la carne de res y aves de corral."
CCF otorgó premios anuales "Tarnished Halo" a los llamados "fanáticos de los derechos de los animales, celebridades entrometidas, atemorizantes ambientales, defensores autoproclamados del "interés público", abogados litigantes y otros activistas de la comida", y su afiliada de Guest Choice Network otorgó los "Premios Nanny" a "policías de alimentos, activistas anti biotecnología, regaños vegetarianos y burócratas entrometidos".
CCF criticó las estadísticas utilizadas por los grupos de nutrición para describir una "epidemia de obesidad" mundial y, en 2005, presentó una serie de solicitudes de Freedom of Information Act contra el Centros para el Control y Prevención de Enfermedades en respuesta a un estudio de los CDC que indica que 400.000 estadounidenses mueren cada año como consecuencia de ser obesos. Después de la campaña de CCF, los CDC redujeron sus estimaciones a 112.000 muertes anuales, lo que llevó a CCF a publicitar ampliamente que había desacreditado el estudio.
Recientemente, CCF lanzó una campaña dirigida a carne de origen vegetal como Beyond Meat y Impossible Foods. CCF afirma que la carne de origen vegetal no es más que "imitaciones ultraprocesadas". La organización ha publicado anuncios de página completa en The New York Times y The Wall Street Journal, en uno que compara el contenido del producto con comida para perros.
En cuanto a por qué CCF está persiguiendo carne de origen vegetal, Richard Berman dijo, “La retórica está por delante de los hechos... no estoy tratando de decir que las cosas te van a matar. Lo que voy a decir es que no es más saludable para ti... Estas no son hamburguesas o salchichas o tiras de pollo que han sido construidas con apio triturado”.
El proyecto ha incluido anuncios, informes y comerciales. Un anunció que se emitió durante el Super Bowl LIV se encontró con un comercial de parodia de Impossible Foods.
Más recientemente, CORE lanzó una campaña llamada China Owns Us. Su sitio web contiene un documento técnico llamado "Cadena de suministro global de China: cómo el comunismo chino amenaza los intereses estadounidenses".

### Sitios web de activismo
Además de sus propios sitios web, la CCF, que desde 2014 también utiliza el nombre "Centro de Investigación y Educación Organizacional" (CORE), opera varias docenas de sitios web dirigidos específicamente a organizaciones y agencias que trabajan en temas sociales, incluidos los derechos de los animales, salarios justos, transfats, conducir en estado de ebriedad, azúcar, actividades sindicales y contenido de mercurio en el pescado.
Un sitio administrado por CORE, "Activist Facts", afirma que "las organizaciones que rastreamos en este sitio son organizaciones sin fines de lucro exentas de impuestos, muchas de las cuales participan en activismo contra el consumidor". El sitio presenta perfiles generalmente negativos de varios grupos que cree que se oponen a la libertad del consumidor, como el Center for Science in the Public Interest, Greenpeace, The Humane Society of the United States,  PETA, el Restaurant Opportunities Center y Mothers Against Drunk Driving. Alberga "biografías" que ofrecen representaciones negativas de activistas clave y celebridades que apoyan a varios grupos. El sitio informa lo que afirma son vínculos entre grupos perfilados y el extremismo, y argumenta, en general, que los grupos perfilados tienen opiniones extremas que son contrarias al interés público. Afirma haber examinado 500,000 documentos del IRS en su perfil, enumerando, para cada grupo, los principales donantes, ingresos y gastos, partidarios clave y conexiones con otros grupos.
CORE también gestiona campañas críticas con grupos medioambientales. Según su sitio, la Environmental Policy Alliance (EPA) "se dedica a descubrir el financiamiento y las agendas ocultas detrás de los grupos de activistas ambientales y explorar la intersección entre los activistas y las agencias gubernamentales".  Se informó que Green Decoys, un proyecto de la EPA, "argumenta... que las organizaciones ambientales camuflan una agenda activista para influir en los legisladores y el público, financiada con millones de dólares de grandes fundaciones".
Más sitios web creados por CCF incluyen HumaneWatch.org, Physicianjected.com, Trans-FatFacts.com, Animalscam.com, Obesitymyths.com y CSPIScam.com. MercuryFacts.com y Fishjected.com contienen una calculadora de mercurio que ofrece un cálculo alternativo de la cantidad de pescado que se puede comer antes de recibir una dosis peligrosa de mercurio, calculada como diez veces la dosis de referencia recomendada por la EPA. CCF también ha afirmado (en contra de los hallazgos de la investigación) que la dieta y el seguimiento de las comidas no conducen a la pérdida de peso.

## Financiamiento
CORE dice que recibe financiación de individuos, empresas y fundaciones. El financiamiento inicial para la organización Guest Choice Network original provino de Philip Morris, con la donación inicial de $ 600,000 seguida de una donación de $ 300,000 el año siguiente. El abogado de Philip Morris, Marty Barrington, escribió en un memorando interno de la compañía en 1996: "Al momento de escribir este artículo, PM USA sigue siendo el único contribuyente, aunque Berman continúa prometiendo a otros en cualquier momento". En diciembre de 1996, los partidarios consistían en Alliance Gaming (máquinas tragamonedas), Anheuser-Busch (cerveza), Bruss Company (filetes y chuletas), Cargill, Davidoff (puros), Harrah's (casinos), Overhill Farms (alimentos congelados), Altria y Standard Meat Company. El panel asesor del grupo estaba compuesto por representantes de la mayoría de estas empresas, además de otros representantes de la industria de restaurantes, incluido el exsenador George McGovern y Carl Vogt del bufete de abogados Fulbright & Jaworski.
Los donantes corporativos reconocidos a la CCF incluyen Coca-Cola, Wendy's, Cargill, Tyson Foods, y Pilgrim's Pride., la CCF informó sobre más de 1.000 donantes individuales, así como aproximadamente 100 patrocinadores corporativos.